# Forough Farrokhzad

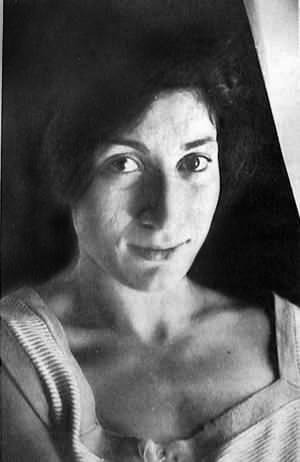

Forough Farrokhzad (Perzisch: فروغ فرخزاد.) (Tafresh, 5 januari 1935 - Teheran, 13 februari 1967) was een Perzisch dichteres en filmmaakster. Samen met Parvin E'tesami en Simin Behbahani wordt ze beschouwd als de bekendste moderne dichteressen van Iran. Voor haar werk liet zij zich beïnvloeden door Ebrahim Golestan. Haar gedichten gaan over ongeluk, scheiden en pijn, wat ze alle in haar privéleven ondervindt.

## Biografie
Haar vader was legerofficier Reza Schahs, die bij haar de interesse voor poëzie heeft gewekt. Op de middelbare school heeft ze kunst als hoofdvak, maar deze school voltooit ze niet omdat ze verliefd wordt op haar achterneef Parviz Shapoor. Ze trouwt met hem in 1951. Haar familie is hier op tegen vanwege de leeftijd van de neef. Na een jaar geeft ze geboorte aan haar eerste en enige zoon, terwijl het huwelijk al na drie jaar strandt.
Ze debuteert met de dichtbundel 'De gevangene' ('Asir') (1955) waarin ze haar leven tot dan toe bespiegelt. Later krijgt ze een inzinking en wordt ze opgenomen.
Voor een periode van negen maanden vertrekt Forough Farrokhzad in 1956 naar het buitenland. Ze volgt filmcursussen in Duitsland en Italië. In dat jaar verschijnt ook de bundel 'De muur' ('Divar') die ze opdraagt aan haar voormalige echtgenoot. In 1958 verschijnt 'Opstand' ('Esian') waarmee ze haar naam gevestigd ziet. In datzelfde jaar maakt ze kennis met filmmaker Ebrahim Golestan met wie ze een relatie krijgt.
In 1962 maakt ze een documentaire over een leprakolonie, getiteld 'Het huis is zwart', waarmee ze verschillende internationale prijzen wint. In 1963 produceerde UNESCO een dertig minuten durende film over Forough Farrokhzad. Ook Bernardo Bertolucci kwam naar Iran om haar te interviewen en besloot een vijftien minuten durende film te maken over het leven van de dichteres.
In 1964 komt haar hoofdwerk 'Opnieuw geboren' ('Tavallodi digar') uit. Deze bundel kenmerkt een keerpunt in zowel vorm als inhoud van haar schrijven. De vorm is vernieuwend in de stijl van Nima Youshij, persoonlijke bespiegelingen maken plaats voor universele. De uitgave bevat gedichten van de afgelopen zes jaar.
Forough Farrokhzad overlijdt op 13 februari 1967 aan verwondingen aan haar hoofd, kort nadat ze een auto-ongeluk heeft gehad in Darrus, Iran.

## Verder
Haar jongere broer Fereydoun Farrokhzad (1936—1992; omgekomen bij een aanslag in Bonn, Duitsland) was zanger, dichter en politiek activist.